# Jánossomorja
Jánossomorja  este un oraș în districtul Mosonmagyaróvár, județul Győr-Moson-Sopron, Ungaria, având o populație de 5.940 de locuitori (2011). 

## Demografie
Componența etnică a orașului Jánossomorja
     Maghiari (94,98%)
     Germani (3,74%)
     Necunoscut (0,24%)
     Alții (1,04%)
Componența confesională a orașului Jánossomorja
     Romano-catolici (65,74%)
     Fără religie (6,92%)
     Reformați (2,41%)
     Necunoscută (23,5%)
     Alte religii (1,89%)
Conform recensământului din 2011, orașul Jánossomorja avea 5.940 de locuitori. Din punct de vedere etnic, majoritatea locuitorilor (94,98%) erau maghiari, cu o minoritate de germani (3,74%). Apartenența etnică nu este cunoscută în cazul a 0,24% din locuitori.  Din punct de vedere confesional, majoritatea locuitorilor (65,74%) erau romano-catolici, existând și minorități de persoane fără religie (6,92%) și reformați (2,41%). Pentru 23,5% din locuitori nu este cunoscută apartenența confesională.